# Gene V. Glass
Gene V Glass (född den 19 juni 1940) är en amerikansk statistiker som arbetar inom utbildningspsykologi och samhällsvetenskap. Han har myntat begreppet metaanalys. 1993 grundade han en av de första akademiska peer-reviewed tidskrifterna inom utbildningsvetenskap the Education Policy Analysis Archives. Gene V Glass är för närvarande Regents' Professor vid Arizona State University i pedagogiskt ledarskap och policy studier samt psykologi i utbildningsmiljöer. 2006 blev han belönad av the American Educational Research Association. 